# Flageolettmetoden
Flageolettmetoden är en metod att stämma stränginstrument såsom gitarr, bas eller stråkinstrument med hjälp av flageoletter, de toner som ges när en sträng lätt vidrörs, istället för att tryckas ned, vid exempelvis halva sin längd. Metoden är ovanlig på fiol och andra instrument där strängarna är stämda i kvinter - det är nämligen ganska lätt för örat att uppfatta om en kvint är ren eller inte. På en kontrabas, som är stämd i kvarter i ett lågt register, är det däremot ganska svårt att höra om två strängar klingar rent mot varandra. Med hjälp av flageoletter kan man förändra problemet till att stämma två unisoner mot varandra, något som är betydligt lättare för örat.
Metoden fungerar sämre på instrument som har band på halsen - gitarr och de flesta elbasar. Dessa måste stämmas tempererat, om man stämmer dem i rena intervall låter två näraliggande strängar bra men hela ackord kan låta riktigt illa. På dessa instrument är flageolettmetoden ett bra sätt att snabbt göra en grovstämning som sedan kan finjusteras, exempelvis med en stämapparat.